# Srđa Popović
Srđa Popović (1º febbraio 1973) è un politico e attivista serbo.
Nell'ottobre 2017 è stato eletto rettore dell'Università di St. Andrews, succedendo a Catherine Stihler.

## Biografia
Popović è nato a Belgrado, dove entrambi i suoi genitori lavoravano in televisione. Popović è entrato a far parte del Partito Democratico Serbo (Демократска странка, DS). Alla conferenza del partito nel gennaio 1994, ne è diventato il presidente, lavorando in stretta collaborazione con il leader del partito appena scelto Zoran Đinđić.
Pur rimanendo un membro del DS, nel 1998 ha istituito il movimento Otpor!, in cui è rimasto fino al rovesciamento di Milošević.
A questo punto Popović è tornato alla sua carriera politica in Serbia, diventando deputato Democratico (DS) dell'Assemblea nazionale e consulente ambientale per il nuovo ministro Zoran Đinđić.

### Carriera politica
Da leader del movimento Otpor! ha contribuito alla caduta del dittatore serbo Slobodan Milošević..
Dopo aver intrapreso brevemente una carriera politica in Serbia, nel 2003 ha fondato il Centro per l'azione nonviolenta applicata e le strategie (CANVAS) e da allora ne è stato direttore esecutivo.